# Anisozyga diazeuxis
Anisozyga diazeuxis är en fjärilsart som beskrevs av Louis Beethoven Prout 1911. Anisozyga diazeuxis ingår i släktet Anisozyga och familjen mätare. Inga underarter finns listade i Catalogue of Life.